# 우앙카요

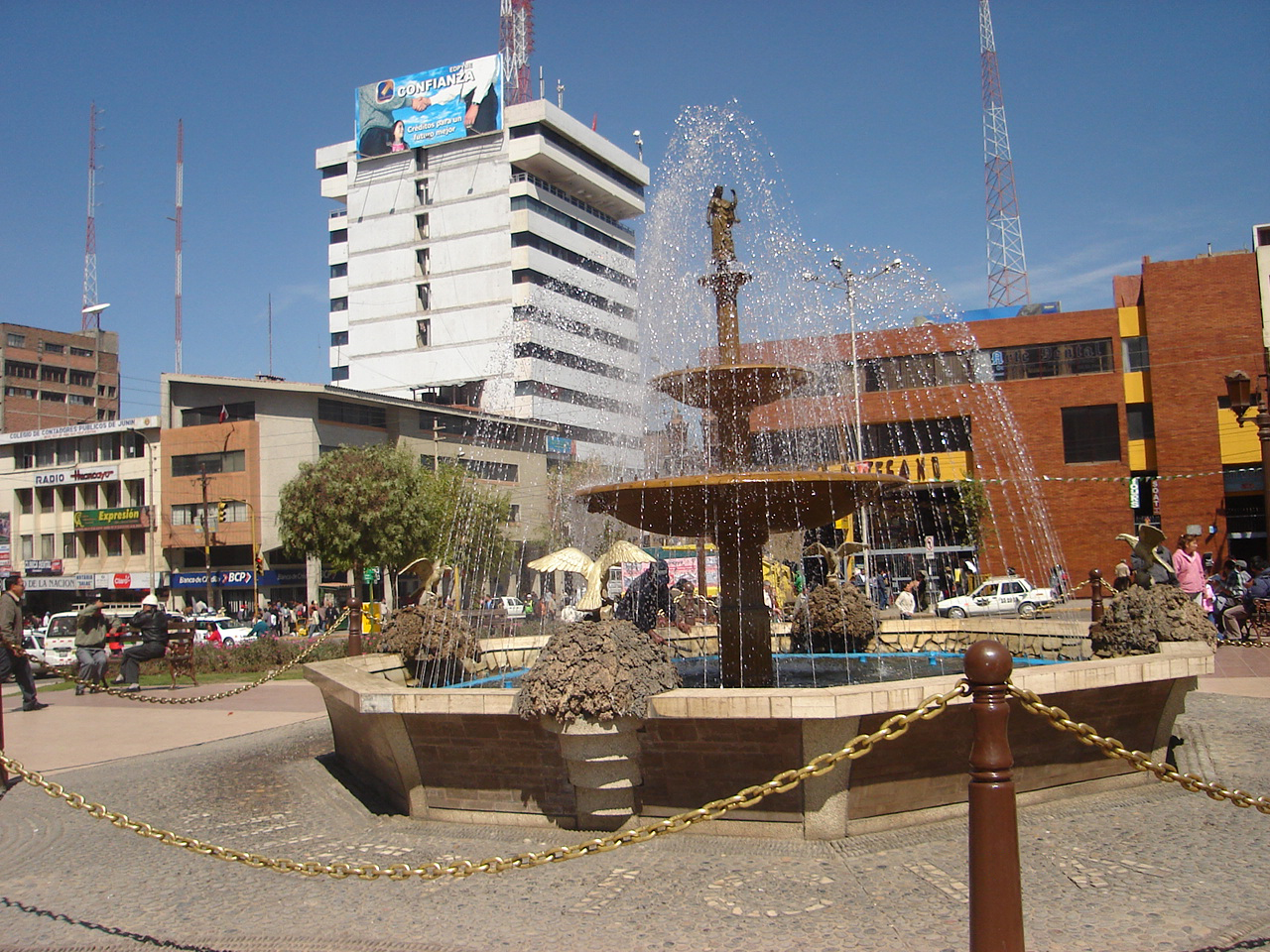
우앙카요

우앙카요(스페인어: Huancayo)는 페루 중부에 위치한 도시로 후닌 주의 주도이며 높이는 3,259m, 인구는 400,000명(2022 기준)이다.